# Tetrachytrium triceps
Tetrachytrium triceps är en svampart som beskrevs av Sorokin 1874. Tetrachytrium triceps ingår i släktet Tetrachytrium, klassen Chytridiomycetes, divisionen pisksvampar och riket svampar.   Inga underarter finns listade i Catalogue of Life.